# Rightful Heir
"Rightful Heir" é o vigésimo terceiro episódio da sexta temporada da série de ficção científica Star Trek: The Next Generation. Ele foi ao ar pela primeira vez no dia 17 de maio de 1993 nos Estados Unidos através da sindicação. No monastério de Boreth, Worf testemunha o retorno do maior herói da mitologia klingon: Kahless, o Inesquecível.
James E. Brooks concebeu a ideia original do episódio, que se focava mais nos clérigos do templo. Ronald D. Moore assumiu o roteiro, adicionando Kahless e os temas de espiritualismo e fé, já que eles pouco haviam sido abordados em Star Trek anteriormente, o que gerou certa discussão entre a equipe de roteiristas. Winrich Kolbe dirigiu o episódio.
"Rightful Heir" foi bem recebido pela crítica e pela equipe de produção, que elogiaram as atuações de Michael Dorn e Kevin Conway, e as questões de crença e fé levantadas pelo episódio Pedro Nelson.

## Enredo
Quando Worf não aparece para o serviço, Riker vai até seus aposentos e o encontra em um ritual cerimonial, abstraído de tudo à seu redor até Riker interrompê-lo. Preocupado pela queda de qualidade no serviço do klingon, o Capitão Picard faz uma visita a Worf, e ele explica que sua recente experiência no setor Carraya – onde ele salvou algumas crianças klingon – o deixou vazio por dentro. Durante esse período, ele tem tentado chamar uma visão de Kahless – o maior de todos os guerreiros klingon, que uniu seu povo há séculos, e que também prometeu retornar para liderá-los novamente. Picard lhe dá uma licença para que Worf possa visitar o planeta Boreth, onde os Seguidores de Kahless aguardam o retorno de seu grande líder. Worf faz novamente seu ritual nas cavernas do monastério, porém, dessa vez, uma revoada de fumaça revela Kahless, o verdadeiro, em carne e osso.
Worf e os outros klingons, surpresos e impressionados, seguem Kahless até o templo. Koroth, diretor do monastério, dúvida que o retorno é verdadeiro, porém Kahless lhes conta a história de como a espada klingon bat'leth foi criada – um segredo compartilhado apenas entre os Altos Clérigos para verificar a existência de Kahless. Essa é a prova suficiente para todos menos Worf, que mais tarde escanea Kahless com um tricorder, descobrindo que o ser é realmente um klingon.
Kahless e Worf conversam em particular sobre o novo império que está por vir, porém Worf descobre algumas falhas em seu herói – ele não se lembra de como é o gosto de warnog, nem de como é a existência no pós-vida klingon chamado Sto-Vo-Kor. Mais tarde, Worf e o Chanceler Gowron discutem sobre os recentes eventos, com o segundo se recusando a acreditar na situação e afirmando que tudo é na verdade um plano elaborado arquitetato por Koroth e seus aliados para assumirem o controle do império. Apenas a intervenção de Worf faz Gowron desistir do plano de matar Kahless, porém o momento colocou dúvidas em todos.
Cheio de raiva, Worf ameaça Koroth, o fazendo revelar a verdade. Ele e Torin, um monge, usaram uma amostra orgânica do verdadeiro Kahless para criar um clone, e que eles "implementaram" memórias para até o clone acreditar em sua história. Koroth diz que eles ainda precisam de Kahless – de qualquer maneira – para ajudar a unir o império que sofre com a corrupção de Gowron. Contra os pedidos de Koroth, Worf revela a verdade ao Chanceler, porém ele também acha que o povo precisa de um líder moral em quem acreditar. Worf sugere que o clone vire Imperador. Gowron continuaria a liderar o Alto Concelho, e Kahless guiaria o povo e os ajudaria a retornar para o caminho da honra. O Chanceler não tem outra alternativa a não ser aceitar participar do plano. Apesar de ainda se sentir vazio, Worf se encontra com o clone de Kahless e ele lhe diz que não importa se o original retornar ou não, contanto que eles se lembrem de suas palavras e que sigam seus ensinamentos.

## Produção
A história original de "Rightful Heir" foi concebida por James E. Brooks. Ao apresentar a história pela primeira vez aos produtores da série, Brooks a chamou de "Jurassic Worf", em referência ao filme Jurassic Park. Seu rascunho original era mais focado nas intrigas entre os clérigos, porém Ronald D. Moore decidiu levar a história para uma direção diferente ao examinar o espiritualismo e a fé no século XXIV. Para ele, além de ser uma oportunidade de se fazer um episódio diferente daqueles já feitos, era uma chance de se falar sobre algo que raramente foi abordado em Star Trek. O rascunho original de Brooks não possuía Kahless, porém Moore achou que o episódio era uma oportunidade perfeita de desenvolver e redefinir um personagem que havia aparecido pela primeira no episódio "The Savage Curtain", de Star Trek: The Original Series.
Jeri Taylor lembra que esse episódio gerou muitas discussões entre a equipe de roteiristas de Star Trek: The Next Generation sobre suas visões de fé e seu lugar na série. Muito disso se deu devido a visão de Gene Roddenberry sobre religião, "[Roddenberry] era um humanista secular", diz Taylor. Rick Berman, produtor da série, discutiu inúmeras vezes com Moore sobre as metáforas religiosas do episódio. Berman achava que a história de Kahless e seus diálogos nos primeiros rascunhos eram muito semelhantes aos de Jesus Cristo, e Moore no final foi obrigado a modificá-los para atender as exigências do produtor.
"Rightful Heir" foi dirigido por Winrich Kolbe. O diretor lembra que as filmagens do episódio foram difíceis, já que toda a equipe passou três dias no Estúdio 16 da Paramount Pictures filmando cenas cheias de fumaça, necessárias para a ambientação. Apesar da equipe de efeitos especiais ter dito que a fumaça não era prejudicial a saúde, Kolbe passou dias tocindo, porém ele mais tarde admitiu que tudo havia valido a pena, dizendo "...o episódio ficou incrível. Parecia um filme". Kolbe também teve várias conversas com o ator Michael Dorn sobre como desenvolver o psicológico de Worf no episódio, que ambos mais tarde admitiram terem sido fundamentais para o resultado final. O desenho do templo klinton de Boreth foi inspirado por estruturas similares que o supervisor de efeitos visuais Dan Curry havia visto em sua viagem para o Himalaia.

## Recepção
Zack Handlen, da The A.V. Club, deu ao episódio uma nota "A", elogiando as atuações de Michael Dorn que, de acordo com ele, vai de "buscador desesperado, para cético, para seguidor apaixonado, para ... algo mais", e de Kevin Conway, que "atua exatamente como você gostaria que um líder espiritual fosse: vigoroso, bem disposto, veemente e, quando necessário, profundo".
"Rightful Heir" também foi muito elogiado pela equipe de produção. Dorn afirma que ele foi "Muito bem escrito", Berman diz que as mudanças implementadas por Moore após suas discussões "o fizeram melhor. A interpretação de Kevin Conway é ótima e é um maravilhoso episódio", e o produtor e roteirista Brannon Braga comenta que, "É um episódio que têm metáforas poderosas sobre as crenças religiosas modernas. Star Trek nunca abordou religião de forma tão vigorosa como neste episódio. O homem que interpreta Kahless como o Jesus Cristo do Império Klingon foi ótimo e a interpretação de Michael Dorn é poderosa".